# Daïra de Khemis El Khechna
Pour les articles homonymes, voir Khemis et Khechna.
La daïra de Khemis El Khechna est une des neuf (9) daïras qui composent la wilaya de Boumerdès, en Algérie, et dont le chef-lieu est la ville éponyme de Khemis El Khechna.
Les communes qui la composent sont :
- Khemis El Khechna
- Ouled Moussa
- Larbatache
- Hammadi